# Trinidad de Copán
Trinidad de Copán est une municipalité du Honduras, située dans le département de Copán. La municipalité de Trinidad de Copán comprend 6 villages et 40 hameaux. Elle est fondée en 1836.

## Source de la traduction
- (en) Cet article est partiellement ou en totalité issu de l’article de Wikipédia en anglais intitulé « Trinidad de Copán » (voir la liste des auteurs).